# Desmomys yaldeni
Desmomys yaldeni is een knaagdier uit het geslacht Desmomys dat voorkomt in het zuidwesten van Ethiopië, waar hij gevonden is op twee plaatsen (het Sheko-bos en Gore), op 1800 tot 1930 m hoogte. De soort leeft in tropisch bergregenwoud. Hij wordt bedreigd door vernietiging van zijn leefgebied. Deze rat is genoemd naar Dr. Derek Yalden, die veel heeft bijgedragen aan de kennis van Ethiopische zoogdieren.
De rugvacht is korter en donkerder dan die van D. harringtoni, de andere soort van het geslacht. De bovenkant van de achtervoeten is ook donkerder en de kiezen zijn korter en smaller. De kop-romplengte bedraagt 117 tot 132 mm, de staartlengte 141 tot 145 mm, de achtervoetlengte 27 tot 29 mm, de oorlengte 17,5 tot 18,0 mm, de schedellengte 27,01 tot 28,83 mm en het gewicht 45 tot 49 gram. Het karyotype bedraagt 2n=52, FN=62.
Desmomys harringtoni · Desmomys yaldeni